# Distretto di Oum el-Bouaghi
Il distretto di Oum el-Bouaghi è un distretto della provincia di Oum el-Bouaghi, in Algeria, con capoluogo Oum el-Bouaghi.

## Comuni
Sono comuni del distretto:
- Oum el-Bouaghi
- Aïn Zitoun